# 滇东钩毛蕨
滇东钩毛蕨（学名：Cyclogramma neoauriculata）为金星蕨科钩毛蕨属下的一个种。

## 扩展阅读
維基物種上的相關：滇东钩毛蕨